# God: The Failed Hypothesis
God: The Failed Hypothesis é um best-seller de 2007 escrito pelo cientista Victor J. Stenger que argumenta que não há nenhuma evidência para a existência de uma divindade e que a existência de Deus, embora não impossível, é improvável.
David Ludden da revista Skeptic escreveu que "Stenger estabelece a evidências da cosmologia, física de partículas e da mecânica quântica que mostram que o universo parece exatamente como deveria, se não houver criador." Ludden concluiu: "Todos os pensadores livres devem ter ambos os volumes [Deus, um delírio e Deus: a Hipótese Falha], lado a lado, nas suas prateleiras".
Damien Broderick escreveu no The Australian: "Stenger oferece uma resposta a essa profunda pergunta em seus dois novos livros, argumentando através de um conto sobre o cosmos materialista e livre do conceito de Deus, igualmente antagônico à superstição, ao paranormal e às religiões arquetípica. Ele se recusa a aceitar o posicionamento educado instado pelo agnóstico Stephen Jay Gould de que a ciência e a religião nunca podem estar em conflito visto que são magistérios não-interferentes".

## Visão geral
Stenger afirma que quando Gould disse que a religião estava fora do alcance da ciência, ele estava a reduzir a religião à filosofia moral. Em contraste, Stenger acredita que a religião muitas vezes faz reivindicações que estão dentro das capacidades da ciência de investigar. Nesse sentido, ele diz que a ciência pratica o naturalismo metodológico, apesar de não descartar a (ie naturalismo metafísico ou fisicalismo) o sobrenatural, a ciência faz limita-se a testar o que pode realmente ser testado - ou seja, os efeitos no mundo natural (ser a sua causa natural ou sobrenatural).
Stenger acredita que temos evidências mais do que suficiente de ausência do Deus judaico-cristão. Ele acrescenta que muitos argumentos para Deus que antes eram convincentes agora são fracos ou irrelevantes à luz do conhecimento científico moderno. Stenger não opina que devemos ser dogmáticos sobre a descrença em Deus, mas diz que a evidência é esmagadoramente contra a crença.